# Regnes castellans d'Índies
Els Regnes castellans de les Índies o Índies, Illes i Terra Ferma del mar Oceà (en castellà: Indias, Yslas y Tierra Firme del mar Oceano) foren el conjunt regnes i territoris incorporats jurídicament a la Corona de Castella després del descobriment d'Amèrica, i que des dels Reis Catòlics fins a la seva independència van formar part de les possessions patrimonials de la Casa Reial espanyola. El fonament jurídic de la seva condició política es basa d'una banda en el Tractat d'Alcaçovas i el Tractat de Tordesillas, i de l'altra en la donació pontifícia feta pel Papa Alexandre VI -Roderic de Borja- en les Butlles Alexandrines a favor dels Reis Catòlics.

## Règim jurídic de les Índies

### Tractat d'Alcaçovas

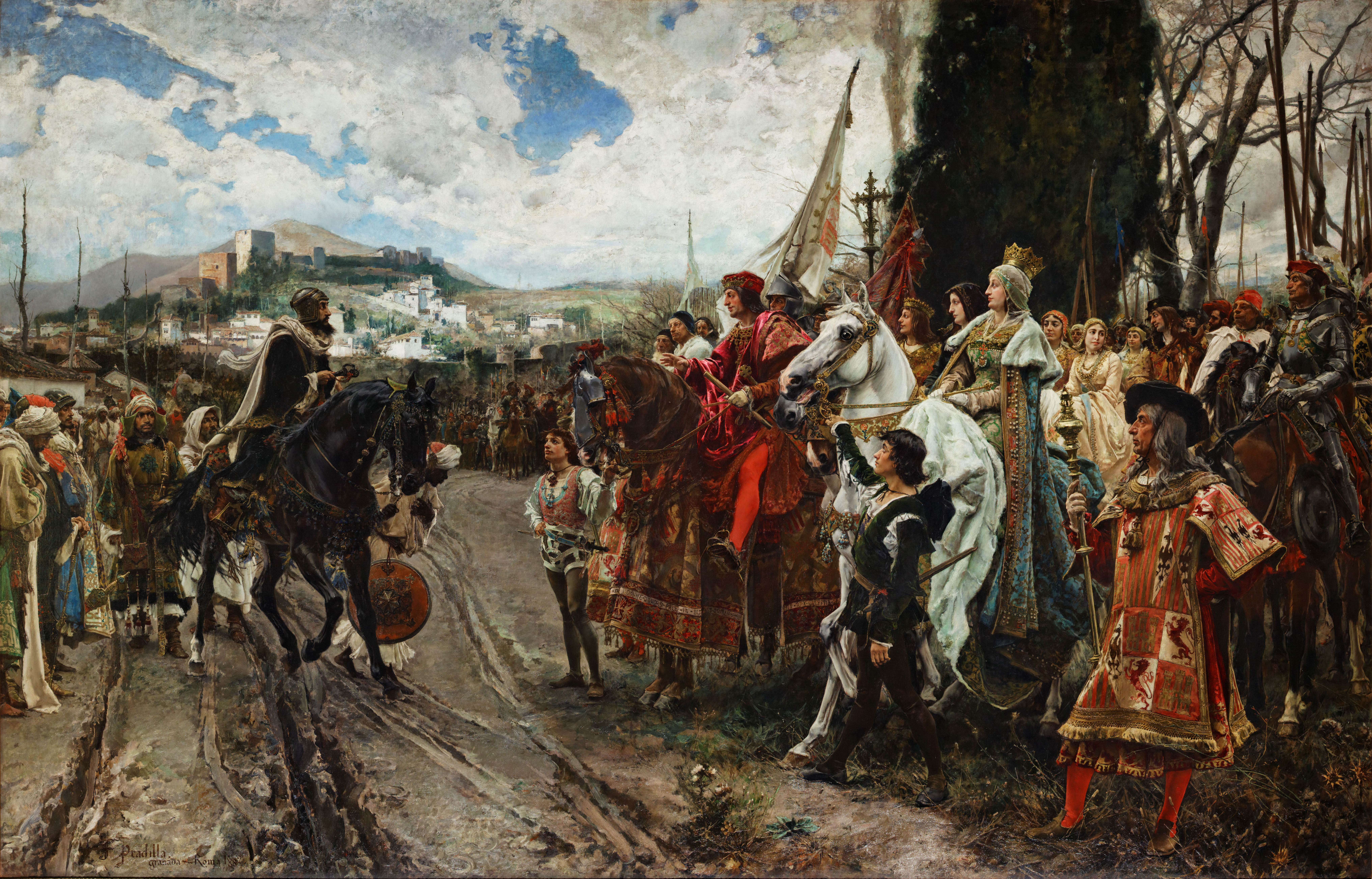
Rendició de Granada, obra de Francisco Pradilla (segle XIX).

El 4 de setembre de 1479 es va signar el Tractat d'Alcaçovas que segellava la pau entre el Regne de Portugal i la Corona de Castella. El Tractat d'Alcaçovas subscrit per Alfons V de Portugal i els Reis Catòlics posava fi al conflicte successori que havia provocat la Guerra Civil Castellana. A més de servir per formalitzar la fi de la bel·ligerància el pacte contenia altres clàusules concernents a la política de projecció exterior en un moment en què els dos regnes competien pel domini de l'Oceà Atlàntic i de les costes africanes. El tractat entrà en vigor poc després quan fou ratificat a Toledo el 6 de març de 1480. La divisió de les areas d'influència es feia de nord a sud, seguint la frontera el paral·lel, de manera que Portugal obtenia el tot allò que estigués al sud del paral·lel i veia reconegut el seu domini sobre Madeira, les Açores, Cap Verd, Guinea i en general tot el que és trobat i es trobés, conquistés o descobrís en els esmentats termes; al seu torn a la Corona de Castella li correspondria tot allò que estigués al nord del paral·lel, de manera que obtenia la sobirania de les Illes Canàries.

### Capitulacions de Santa Fe
El 17 d'abril del 1492, després de llargues negociacions entre Cristòfor Colom i els Reis Catòlics, es va signar a Santa Fe (Granada) durant els darrers dies del setge de contra Granada, les Capitulacions de Santa Fe sobre l'expedició marítima a les Índies per la ruta d'occident. En aquest document se li concedien els títols d'almirall, virrei i governador general de tots els territoris que descobrís o guanyés durant la seva vida, i alhora es nomena com a hereus els seus successors de forma vitalícia. També se li va concedir un delme sobre totes les mercaderies que trobés, guanyés i hi hagués als llocs conquerits. Les Capitulacions estan firmades per Joan de Coloma, secretari i home de confiança del rei Ferran II d'Aragó. Cristòfor Colom havia viscut deu anys a Lisboa i després a les terres de la Corona de Castella i de la Corona d'Aragó tractant de vendre el projecte que navegant cap a l'oest per la Mar Oceànica -l'oceà Atlàntic- es podria arribar a l'Índia, basant-se en la seva creença, errònia, que la Terra era més petita del que en realitat és. Els reis peninsulars no havien fet cabal de les idees del navegant fins que Lluís de Santàngel i altres comerciants que acordaren finançar el seu primer viatge confiant en els avantatges de l'anomenada Empresa d'Índies.

### Primer viatge de Colom

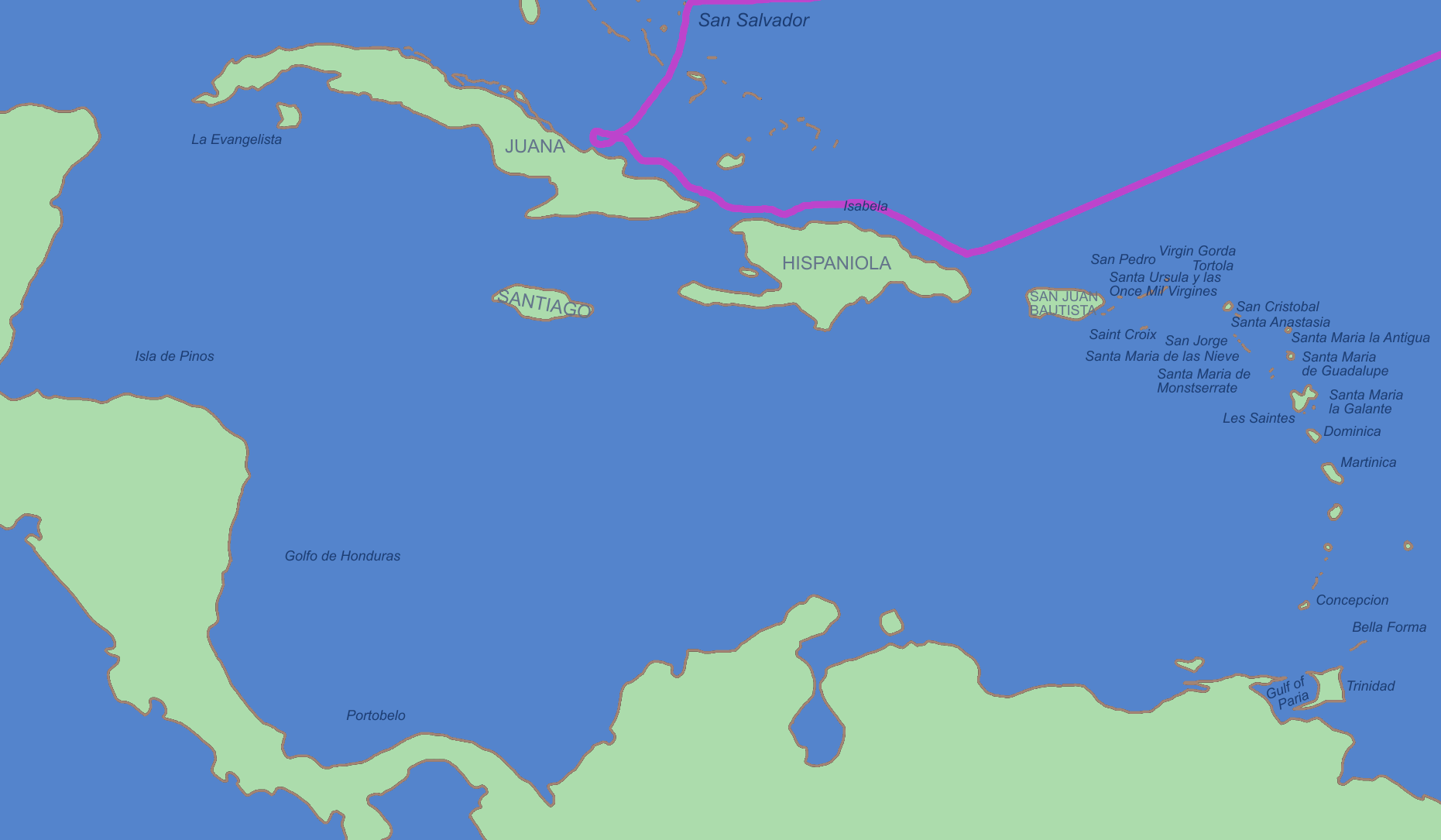
Ruta del Primer viatge de Colom

El 3 d'agost de 1492 l'esquadra colombina salpà del port de Pals estant formada per les caravel·les Pinta i Niña, i la nau Santa Maria. La Pinta i la Niña van ser escollides pels germans Pinzón i pagades pel concell de Pals en compliment d'una reial provisió donada pels reis, mentre que la tripulació estava formada per uns 90 homes aproximadament. L'expedició es va dirigir cap a les Canàries, on Colom va visitar a la governadora de la Gomera i es van fer reparacions al timó i a les veles de la Pinta. Finalitzades les reparacions l'expedició inicià la travessa de l'Atlàntic el 6 de setembre de 1492. El viatge no va resultar fàcil i hi va haver conats d'amotinament, més quan ja s'havien esgotat tots els càlculs i previsions realitzades per Colom es va sentir des de la Pinta el famós crit de Rodrigo de Triana «Terra a la vista!», dues hores després de la mitjanit del 12 d'octubre del 1492. Havien arribat a Guanahani a les Illes Bahames, i que fou rebatejada amb el nom de San Salvador. Després arribaren a l'illa de Cuba, batejada amb el nom de Joana, i posteriorment a l'Espanyola.

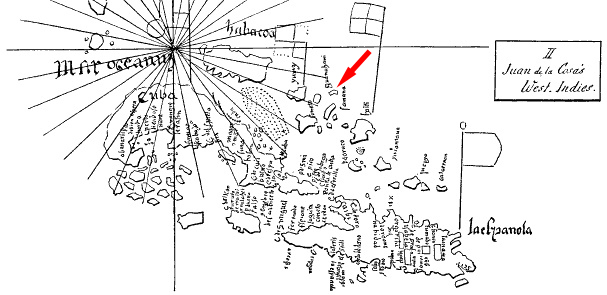
L'illa de Guanahani en el mapa de Juan de la Cosa marcada amb una fletxa vermella.

El 25 de desembre de 1492 la nau Santa Maria va encallar i amb les seves restes va fer construir un fort anomenat Nadal en què va deixar una petita guarnició. En el seu primer viatge Colom va capturar diversos indígenes que foren portats captius. El 16 gener de 1493 i amb les dues caravel·les restants varen emprendre el viatge de retorn. Durant la travessa les dues naus es van separar per culpa d'una forta tempesta. Finalment Colom amb la Niña aconseguí arribar a Lisboa mentre que Martín Alonso Pinzón ho feu a Baiona. Finalment les naus retornaren a Pals el 15 de març de 1493 amb poques hores de diferència i Colom va marxar a Barcelona per informar als reis del seu descobriment mentre que Martín Alonso Pinzón va morir als pocs dies de la seva arribada. Després de l'arribada de Colom l'ambaixador de Portugal Ruy de Sande arribà a la cort del Reis Catòlics a Barcelona el mes d'abril de 1493 per reclamar que les terres descobertes per Colom corresponien a Portugal en virtut del Tractat d'Alcaçovas.

### Butlles Alexandrines
L'11 d'agost de 1492 havia estat escollit nou Papa el cardenal arquebisbe de València Roderic de Borja, que va passar a anomenar-se Alexandre VI. Aquest cardenal havia tingut uns estreta relació amb els Reis Catòlics des del 1472, quan com a legat papal a la península havia afavorit el seu matrimoni al facilitar-los la butlla papal de dispensa que els autoritzava a casar-se tot i ser cosins segons. Sota el terme Butlles Alexandrines s'inclouen quatre documents emesos pel papa Alexandre VI el 1493 en favor de Ferran II d'Aragó i Isabel I de Castella:
1. Breu Apostòlic Inter Caetera del 3 de maig de 1493
2. Butlla menor Inter Caetera del 4 de maig de 1493
3. Butlla menor Eximiae devotionis del 3 de maig de 1493
4. Butlla Dudum siquidem del 26 de setembre de 1493

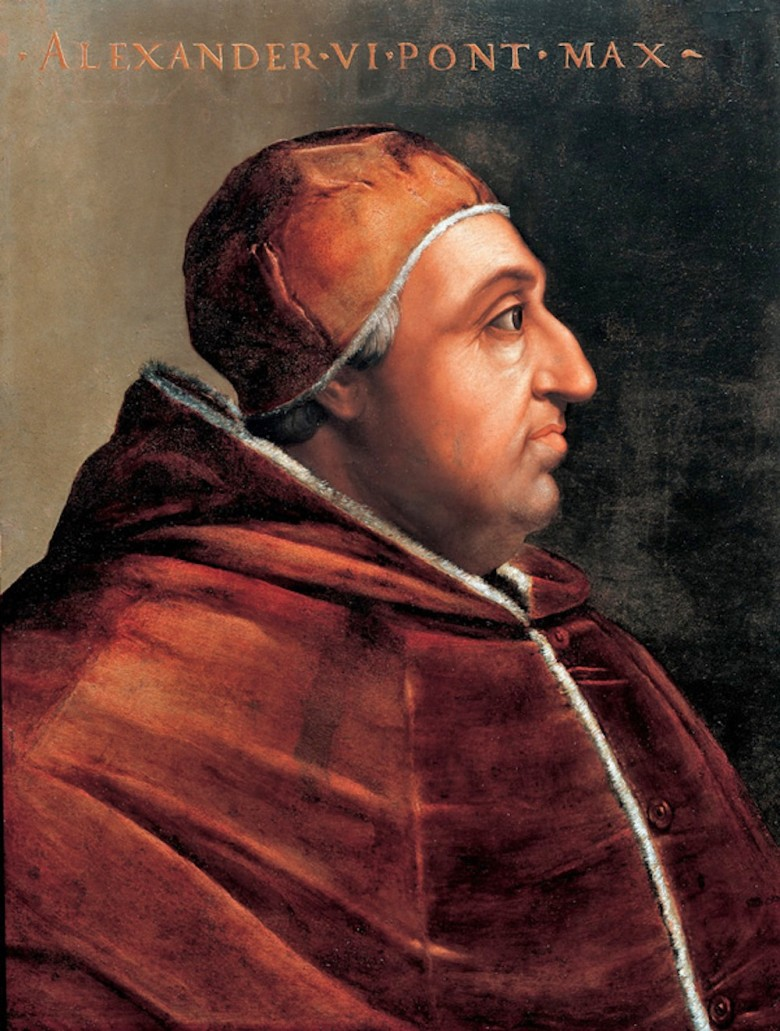
El valencià Roderic Llançol i de Borja, nomenat Papa amb el nom d'Alexandre VI

Es creu que les butlles van ser escrites en dates diferents del que indiquen les seves dates respectives. El Breu Apostòlic Inter Caetera va haver de ser redactat i signat durant el mes d'abril, enviat a la península Ibèrica el 17 de maig i rebut una o dues setmanes després. Els Reis Catòlics van enviar a finals de maig instruccions al seu ambaixador a Roma per aconseguir una butlla més favorable, la qual cosa va portar a l'emissió de la butlla menor Inter Caetera al juny. Aquesta butlla va arribar a Sevilla el 19 de juliol i els reis la tornaren a enviar a Cristòfor Colom el 4 d'agost. La Eximiae devotionis va ser escrita al juliol i la Dudum siquidem hauria estat escrita al desembre. En les butlles es precisa que es concedeix el domini de les terres descobertes i les que restessin per descobrir en les Illes i terra ferma del Mar Oceà. La concessió es fa en condició de Terra nullius -Terra de ningú- i, per tant, sobre la base del dret d'aleshores, s'establia un sistema jurídic d'adquisició de sobirania i de colonització per part d'un estat sobre un altre territori habitat o no amb tots els seus senyorius, ciutats, castells, llocs i viles i amb tots els seus drets i jurisdiccions perquè els Reis Catòlics tinguessin tal domini «com senyors amb plena, lliure i absoluta potestat, autoritat i jurisdicció», sense més condició que la de no perjudicar a un altre príncep cristià que pogués tenir un dret reconegut en ells, i s'exclou a tota altra persona de qualsevol dignitat, estat, grau, ordre o condició, fins i tot imperial o real, en el comerç o en qualsevol altra cosa, sense llicència expressa dels Reis Catòlics. Les butlles, per tant, decretaven l'excomunió per a tots aquells que gosessin viatjar a les Índies per l'oest sense autorització dels reis catòlics. L'única contrapartida de la donació és l'obligació corresponent als reis d'evangelitzar les terres concedides.

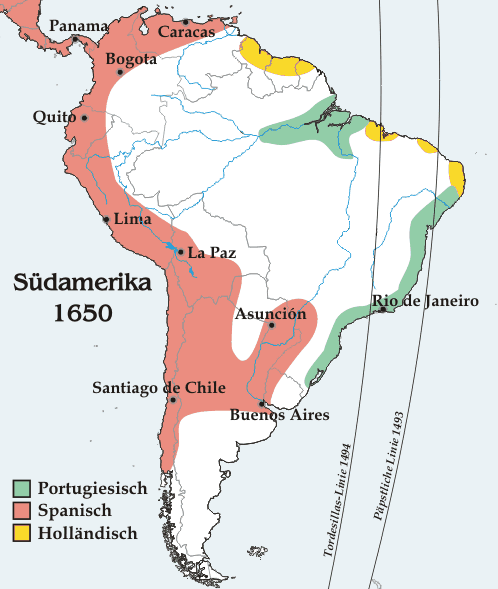
Comparativa dels les línies divisòries estipulades a les butlles papals (1493) i a Tordesillas (1494)

Les conseqüències de les Butlles Alexandrina en les relacions internacionals van ser escasses doncs tant França com Anglaterra les van ignorar, ja que les esglésies nacionals dels dos estats no reconeixien la jurisdicció suprema del Papa, ni tan sols en assumptes eclesiàstics i molt menys en assumptes temporals, mentre Portugal, que era la potència més directament perjudicada per aquestes Butlles, va obrir una negociació diplomàtica directa amb els Reis Catòlics que va culminar en la signatura del Tractat de Tordesillas (1494). Tot i no haver tingut cap conseqüència pràctica, les Butlles Alexandrines han estat obertes a valoracions. Alguns autors han afirmat que el Papat es va limitar a actuar com a fedatari major, registrant cada un dels fets importants dels monarques que s'havien llançat a l'aventura del Descobriment. Altres juristes opinen que aquest document es tractaria únicament d'una concessió religiosa o pontifícia atorgada pel Papa amb determinades condicions i obligacions. Les butlles concedeixen el domini legal d'unes terres d'infidels i, per tant, sense amo legítim als Reis Catòlics a canvi de l'obligació de "protegir i evangelitzar als indis". Per la seva banda, per al catedràtic de Dret Canònic Manuel Giménez Fernández les Butlles Alexandrina s'expliquen simplement com un contuberni entre un papa corrupte i uns reis ambiciosos. Una altra qüestió d'importància jurídica és que la butlla l'atorga el Papa a Isabel i Ferran com a reis de Castella i Lleó, no de la Corona d'Aragó, que queda al marge de la concessió. A més, els destinataris són els reis i els seus hereus, no els regnes; matís important perquè, si les terres haguessin estat concedides als regnes, la seva jurisdicció marítima hauria correspost als Almiralls de Castella.

### Tractat de Tordesillas
El 7 de juny de 1494 es va signar el Tractat de Tordesillas entre els Reis Catòlics i Joan II de Portugal. El Regne de Portugal era la potència més directament perjudicada per les Butlles Alexandrines i arran d'aquest fet va obrir una negociació diplomàtica directa amb els Reis Catòlics que va culminar amb la signatura del Tractat. En aquest s'establia un nou repartiment de les zones d'influència a l'Oceà Atlàntic mitjançant una línea divisora que ara es fixava en el meridià 46 -370 llegües a l'oest de les illes de Cap Verd- de manera que a l'oest del la divisió es correspondria als castellans i l'est als portuguesos, fet que suposà que una part del territori de l'actual Brasil quedés a la zona portuguesa. El Tractat va estipular clarament que, si bé es demanaria a la Santa Seu confirmació de l'acord, cap de les parts podria ser dispensada de complir-lo.

## Situació després dels Reis Catòlics

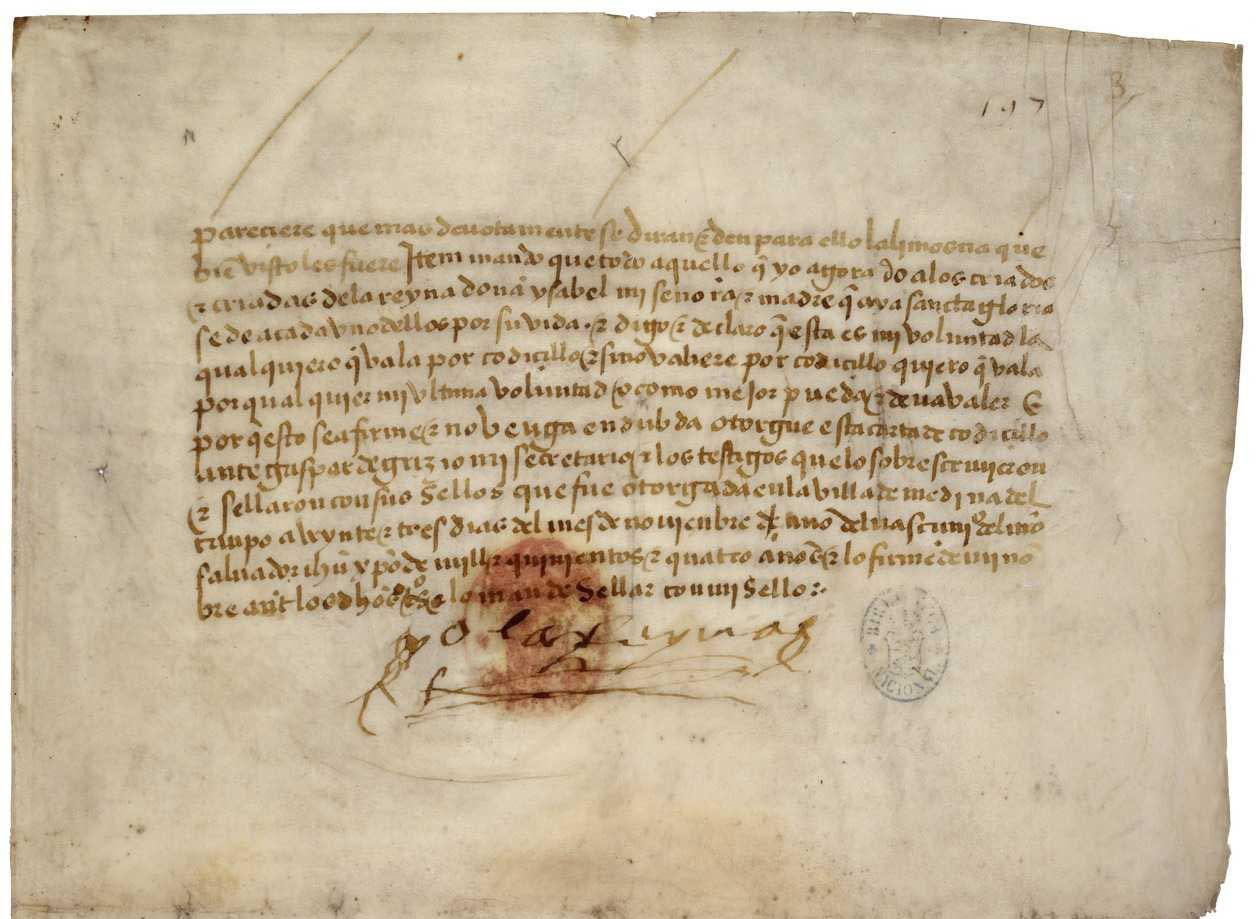
Testament d'Isabel I de Castella que establia que les Índies havien de formar part de la Corona de Castella.

Els Reis Catòlics van donar a les Índies la condició de patrimoni personal seu i, com a tal, van disposar que a la seva mort s'incorporarien al patrimoni de la Casa Reial espanyola esdevenint d'aquesta manera terres de reialenc. El problema que sorgí fou el de condierar si aquesta donació va ser a Ferran II d'Aragó i a Isabel I de Castella, o Ferran II la va rebre tan sols en la seua condició de rei consort de Castella; és a dir, si les Índies s'havien d'incorporar a la Corona d'Aragó i a la Corona de Castella, o tan sols a aquesta darrera. Isabel I de Castella entengué que eren una donació que havia de perpetuar-se en la Corona de Castella, però Ferran ho va entendre com una donació del Papa a una parella casada en règim de societat conjugal -un senyoriu a tots dos cònjuges-, i que en conseqüència, un cop dissolt el matrimoni arran de la mort d'Isabel I de Castella el 1504, a ell com a sobirà de la Corona d'Aragó li corresponia la meitat d'aquests béns. Però Isabel I de Castella, en virtut del testament, contradí la voluntat de Ferran II i establí que les terres descobertes o per descobrir a les Índies concedides pel Papa havien de pertànyer en exclusiva a la Corona de Castella, cedint només a Ferran II d'Aragó la meitat del fruits que produïssin les Índies i rebrent una pensió per part de la corona castellana en recomepensa pels seus serveis com coadjuvant en la conquesta del regne de Granada.
| «                                                                | Capítol XXIX del Testament d'Isabel I de Castella: (Sobre les Índies y la seva situació jurídica) E porque de los hechos grandes e señalados por el Rey, mi señor, ha hecho desde el comienzo de nuestro reinado, la Corona real de Castilla es tanto aumentada que debemos dar a Nuestro Señor muchas gracias e llores; especialmente, según es notorio, habernos su Señoría ayudado, con muchos trabajos e peligros de su real persona, a cobrar estos mis Reinos, que tan enagenados estaban al tiempo que yo en ellos sucedí, y el dicho Reino de Granada, según dicho es, demás del gran cuidado y vigilancia que su Señoría siempre ha tenido e tiene en la administración de ellos. E porque el dicho reino de Granada e Islas de Canarias e Islas e Tierra firme del mar Océano, descubiertas e por descubrir, ganadas e por ganar, han de quedar incorporadas en estos mis Reinos de Castilla y León, según que en la Bula Apostólica a Nos sobre ello concedida se contiene, y es razón que su Señoría sea en algo servido de mi y de los dichos mis Reinos e señoríos, aunque no puede ser tanto como su Señoría merece e yo deseo, es mi merced e voluntad, e mando que, por la obligación e deuda que estos mis Reinos deben e son obligados a su Señoría, por tantos bienes e mercedes que su Señoría tiene e ha de tener por su vida, haya e lleve e le sean dados e pagados cada año por toda su vida, para sustentación de su estado real, la mitad de lo que rentasen las Islas e Tierra firme del mar Océano, que hasta ahora son descubiertas, e de los provechos e derechos justos que en ellas hubiese, sacdas las costas que en ellas se hicieren, así en la administración de la justicia como en la defensa de ellas y en las otras cosas necesarias; e más diez cientos de maravedís cada año por toda su vida, situados en las rentas de las alcabalas de los dichos maestrazgos de Santiago e Calatrava e Alcántara, para que su Señoría lo lleve e goce e haga dello lo que fuere servido; con tanto que después de sus días la dicha mitad de rentas e derechos e provechos e los dichos diez cientos de maravedís, finquen e tornen e se consuman para la Corona real de estos mis Reinos de Castilla. E mando a la dicha Princesa, mi hija, e al dicho Príncipe, su marido, que así lo hagan e guarden e cumpla por el descargo de sus conciencias e la mia. | » |
| — Isabel I de Castella, Medina del Campo, 23 de novembre de 1504 | |   |

## Possessió patrimonial de la Corona

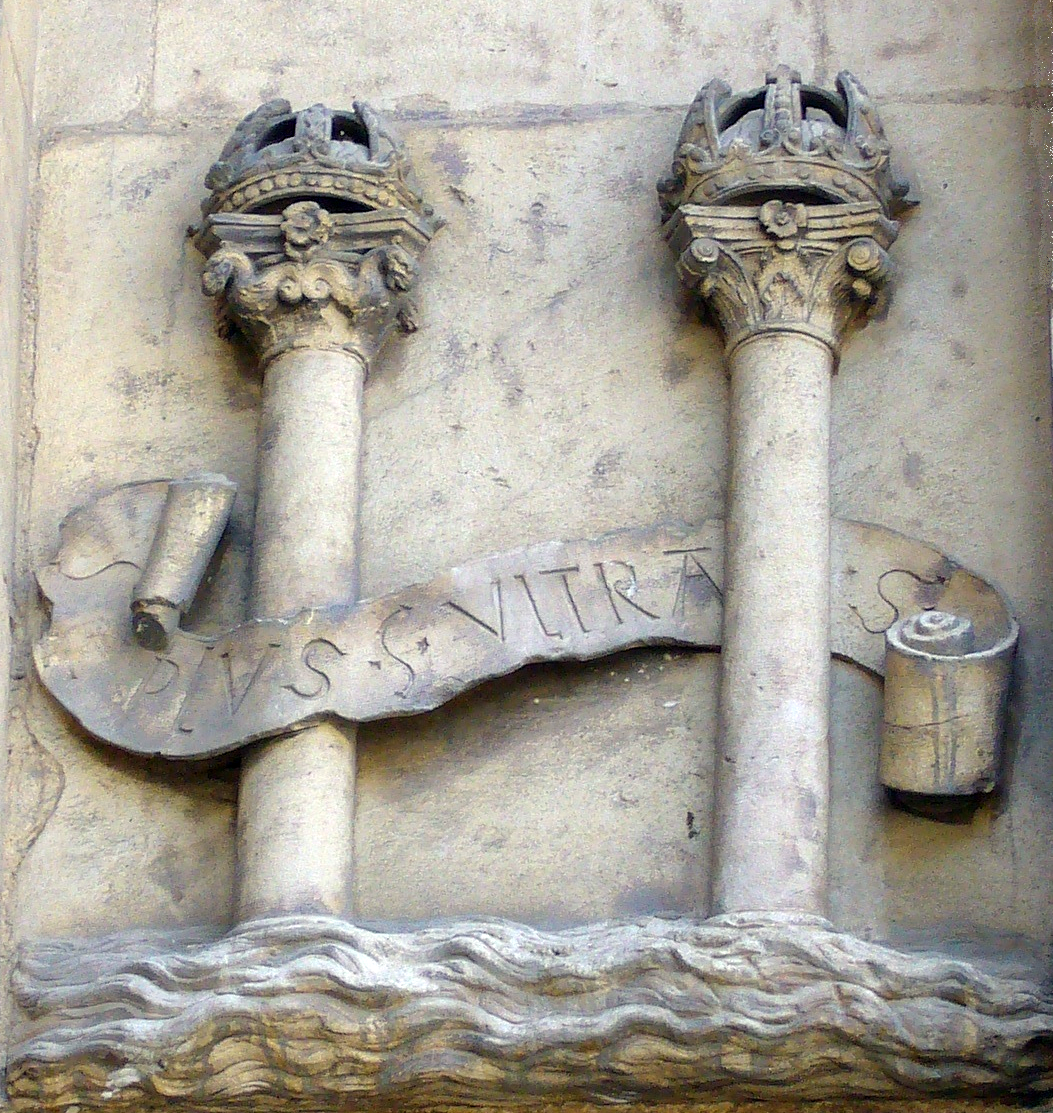
Columnes d'Hèrcules i el lema Plus Ultra de l'emperador Carles V.

En assumir el tron Joana I de Castella (La Boja) fou declarada incapaç de regnar per "bogeria". El seu fill Carles, net dels Reis Catòlics, va passar a ocupar el tron de manera nominal, doncs només tenia set anys. Entre el 1507 i 1519 Ferran II d'Aragó s'erigí com a regent de Castella, i durant aquest període les Índies foren governades per ell però en tots els documents oficials (com ara el requeriment) apareixerent Joana de Castella i Ferran II com a reis. A partir del 1519, en assumir Carles el tron castellà, les Índies quedaren incorporades a la Corona de Castella. Aquesta adjudicació final es dinà perquè segons el dret castellà quan un rei adquiria un senyoriu tenia la facultat de disposar d'aquest arbitràriament, i si no feien, el senyoriu quedava incorporat definitivament a la corona, tràmit aquest que no havien fet els Reis Catòlics. En aquest sentit Carles V fa pronunciar-se en tres oportunitats: 
- El 1519, referint-se a l'Illa de l'Espanyola i a petició dels habitants de l'illa, declarà solemnement amb promesa d'emperador que l'illa mai no seria alienada.
- El 1520 feu una declaració general a totes les Índies que mai no serien separades i que pertanyerien per sempre a la Corona de Castella.
- El 1523 feu una declaració particular per Nova Espanya, indicant que les Índies quedaven incorporades a la Corona de Castella.

Tot i així els territoris de les Índies esdevingueren regnes propis però dependents del Regne de Castella, d'aquí la seva denominació com a regnes castellans d'Índies. Aquests esdevingueren una possessió directe de la corona espanyola, determinant-se una situació jurídica particular respecte al regne de Castella. Aquest assolí una jerarquia administrativa superior a aquells, però sense un domini directe sobre les Índies. Els regnes d'Índies es trobaven en una situació intermèdia entre una absoluta igualtat i una total subordinació, de manera que tenien la condició de regnes diferenciats del regne de Castella, com ho eren els territories de la Corona d'Aragó, però amb la particularitat que no tenien representació en Corts pròpies:
- 1) No estaven units jurídicament al regne de Castella, a diferència del regne de Lleó, el regne de Galícia o el regne de Jaén per exemple, que formaven part de la Corona de Castella participant en les seues Corts de Castella. Els territoris de les Índies n'estaven exclosos i els seus administradors tampoc no eren membres del Consell de Castella, sinó que comptaven amb un dret propi especial, el dret indià, i uns organismes administratius propis, el Consell d'Índies.

- 2) Però tot i no està integrats de manera efectiva a la Corona de Castella, tampoc no eren equivalents als regnes de la Corona d'Aragó perquè no van tenir corts pròpies sinó un Consell administratiu de tipus colonial, ni tampoc tingueren un dret particular sinó un estatus jurídic especial però no exclusiu perquè el dret de Castella s'hi aplicava subsidiàriament.

## Evolució històrica

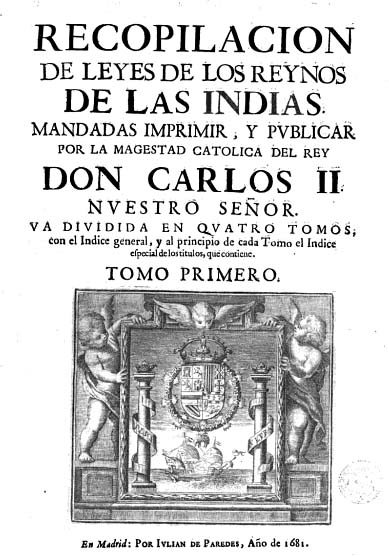
Recopilación de Leyes de los Reynos de las Indias

Des del 1519 el seu successor Carles V les va declarar inalienables, de manera que mai poguessin separar-se del regne de Castella, ni esser dividits en tot ni en part, ni les seves ciutats ni poblacions. A partir de la segona meitat del segle xviii els regnes castellans d'Índies perderen els organismes administratius propis que el caracteritzaven i, segons el vocabulari europeu adoptat per Carles III de Castella, començaren a ser denominats Colònies. D'aquesta forma en l'informe y plan de Intendencias per a Nova Espanya elaborat per José Gálvez i el Virrei de Croix el 1768, es pretenia uniformar el govern d'aquestes grans colònies amb el de la seva metròpoli. Sent aquest el primer document que es coneix en el qual es redefineix amb aquestes paraules la nova condició jurídica dels regnes castellans d'Índies. Poques dècades el fugaç Estatut de Baiona de 1808 establert a Josep Bonaparte com rei de les Espanyes i de les Índies, així com per l'efímera Constitució espanyola de 1812, marcaren el final de la relació jurídica especial d'Índies atorgada segles abans per la mateixa legislació indiana. La constitució espanyol de 1812 acabà suprimint els regnes castellans d'Índies i els incorporà al Regne de les Espanyes amb la representació que els atorgava en aquesta constitució. D'aquesta forma el patrimoni americà de la monarquia espanyola acaba sent afectat tant pel procés independentista hispanoamericà com pel procés constituent espanyol.
| Dinastia       | Virregnat                                        | Reial Audiència |
| -------------- | ------------------------------------------------ | --- |
| Casa d'Àustria | Virregnat de Nova Espanya                        | - Reial Audiència de Santo Domingo - Reial Audiència de Mèxic - Reial Audiència de Guatemala - Reial Audiència de Guadalajara - Reial Audiència de Manila                                                                                      |
| Casa d'Àustria | Virregnat del Perú                               | - Reial Audiència de Panamá - Reial Audiència de Lima - Reial Audiència de Santa Fe de Bogotà - Reial Audiència de Charcas (fins a 1776) - Reial Audiència de Quito - Reial Audiència de Chile - Reial Audiència de Buenos Aires (fins a 1776) |
| Casa de Borbó  | Virregnat de Nova Granada (1717–1723; 1739–1810) | - Reial Audiència de Santa Fe de Bogotà - Reial Audiència de Quito - Reial Audiència de Panamá |
| Casa de Borbó  | Virregnat del Riu de la Plata (1776)             | - Reial Audiència de Buenos Aires - Reial Audiència de Charcas |